# Bosaga (stacja kolejowa)
Bosaga (kaz. Босаға, ros. Босага) – stacja kolejowa w miejscowości Bosaga, w rejonie Szet, w obwodzie karagandyjskim, w Kazachstanie. Położona jest na linii Astana – Szu, na trasie Nowego Jedwabnego Szlaku.